# 화천국민학교 무창분교
화천국민학교 무창분교는 경상북도 영양군 영양읍 영양창수로 958-10에 있었던 초등학교이다.

## 연혁
- 1969년 9월 6일 화천국민학교 무창분교장 설립
- 1971년 3월 1일 무창국민학교 승격
- 1980년 3월 1일 기산분교장 편입
- 1993년 3월 1일 화천국민학교 무창분교장 개편, 기산분교장 폐교 및 화천국민학교 통폐합
- 1995년 3월 1일 화천국민학교와 함께 영양중앙국민학교 통폐합